# Округ Плезантс (Западна Вирџинија)
Плезантс (енгл. Pleasants County) је округ у америчкој савезној држави Западна Вирџинија.

## Демографија
По попису из 2010. године број становника је 7.605, што је 91 (1,2%) становника више него 2000. године.
| Група             | 2000.         | 2010.         |
| Белци             | 7.363 (98,0%) | 7.354 (96,7%) |
| Афроамериканци    | 36 (0,5%)     | 100 (1,3%)    |
| Азијати           | 15 (0,2%)     | 8 (0,1%)      |
| Хиспаноамериканци | 28 (0,4%)     | 61 (0,8%)     |
| Укупно            | 7.514         | 7.605         |